# غريغور وايس
غريغور وايس (بالإنجليزية: Gregor Weiss)‏ هو ضابط أمريكي، ولد في 18 فبراير 1941 في نيوآرك في الولايات المتحدة.

## وصلات خارجية
- غريغور وايس على موقع الاتحاد الدولي للجمباز (biography) (الإنجليزية)
- غريغور وايس على موقع اللجنة الأولمبية الدولية (الإنجليزية)
- غريغور وايس على موقع أوليمبيديا (الإنجليزية)